# Восточна (Новосибірська область)
Восточна (рос. Восточная) — населений пункт (тип: станція) у Тогучинському районі Новосибірської області Російської Федерації.
Входить до складу муніципального утворення Реп'євська сільрада. Населення становить 278 осіб (2010).

## Історія
Згідно із законом від 2 червня 2004 року органом місцевого самоврядування є Реп'євська сільрада.

## Населення
| 2002 | 2007 | 2010 |
| ---- | ---- | ---- |
| 280  | ↘270 | ↗278 |